# روبرت بوير (اقتصادي)
روبرت بوير (بالفرنسية: Robert Boyer)‏ (و. 1943  م) هو اقتصادي فرنسي.

## مناصب
تولى منصب مدير الأبحاث في المركز الوطني الفرنسي للبحث العلمي ‏
.

## التعليم
تعلم في المدرسة المتعددة التكنولوجية
.